# Orroroo
Orroroo è una città dell'Australia Meridionale (Australia); essa si trova 270 chilometri a nord-est di Adelaide ed è la sede della Municipalità di Orroroo Carrieton. Al censimento del 2006 contava 543 abitanti.